# Маву Лиза
Маву-Лиза (Mawu-Lisa) е глава на пантеона на боговете в дахомейската митология. Според основния вариант на мита за сътворението на света, той е прародител и демиург, двуполово божество, създател на целия околен свят. Сътворява Вселената за четири дни:
- Ден първи – Създава Вселената и човешкия род.
- Ден втори – Прави земята подходяща за живот.
- Ден трети – Дава на хората разум, чувства и език за комуникация.
- Ден четвърти – Подарява на хората технологични познания.

Маву-Лиза ражда всички останали богове и богини. Първи се раждат близнаците Да Зоджи и неговата жена Ньохве Анану. Маву им дава всички богатства и им заповядва да населят Земята като им поверява управлението ѝ. Втори се ражда Хевиозо (още Со, Согбо, Агболесу), който става глава на боговете на гръмотевиците, отговаря за небето и е върховен съдия. Той също е двуполов като родителя си. Следват близнаците Агбе и жена му Наете, които по волята на Маву-Лиза населват морето и поемат управлението му. Четвърти се ражда богът-ловец Аже, който става бог на всички животни и птици. Пети е синът му Гу – бог на желязото, ковачите, оръжията, войната и оръдията на труда. След него, шести се ражда Дьо (Джо), бог на въздуха и диханието, даващ живот на хората. Последен – седми, се ражда богът-трикстер Легба, посредник между боговете и хората. След като поделя света между децата си, Маву-Лиза дава на всеки от тях отделен език, подходящ за съответното царство, като им отнема езика, на който са общували дотогава. Така те не са в състояние да общуват помежду си и се налага да контактуват с помощта на посредник. Такъв става най-малкият син Легба, на когото Маву-Лиза дарява познанието на всички езици, включително и този на хората. Посредством Легба той контролира какво става по света и между боговете и съобразно постъпките може да наказва или благославя. Светът на хората е създаден по подобие на божествения – съществува йерархия, която те трябва да спазват, съобразявайки се със свръхестествения свят. Бащите на семействата се обръщат към предците, а жреците – към божествата.
Всяко от децата на Маву-Лиза е получило власт над някоя част от Вселената. Един от тях е светът на човека, но хората не са поставени механично под боговете и над животните и растенията. Различните светове са равни помежду си. И затова човек, който иска да лови животни или риби, трябва да се обърне за разрешение към съответните божества. В тази създадена от бога и управлявана от богове Вселена човекът е щедро дарен с умения, които са направили от него ловец и воин. Но неговото място е скромно. Самият той няма власт над нищо, а към природата, подвластна на други богове трябва да се отнася с уважение.
Върховенството на Маву-Лиза е доста условно, защото управлението на света е дадено в ръцете на неговите деца. Като прародител и демиург той се появява доста късно в митовете на народа фон, изземвайки тези функции от персонажите в архаичните митове като Нана Булуку, Айда Уедо и други. Айда Уедо е огромна змия-дъга, един от най-архаичните персонажи в дахомейската митология. В началото е била почитана като демиург, създател на света. В по-късните митове съпровожда Маву-Лиза, носи го в устата си и е негова слугиня. Понякога я наричат „набедрената препаска на Маву, ползвана за подсушаване“.
Според някои митове Маву-Лиза отначало живеел сред хората, но след като разбрал, че греховете им стават твърде много и доста тежки, предал управлението на света на по-низшите богове и се оттеглил в „банановата градина“ на небето. Това оттегляне на небето, с неговата отдалеченост от хората, се приема като преход към качествено нов свят, различен от света на хората.
Според по-ранните митове Маву и Лиза са две различни божества близнаци, деца на Нана Булуку, който им предал господството над света. Маву, богиня на Луната, живеела на запад и управлявала нощта. Лиза, бог на Слънцето, живеел на изток и бил владетел на деня. Лунните и слънчеви затъмнения били израз на съпружеските отношения между Маву и Лиза. Маву олицетворява мъдростта на света, а Лиза – силата.
В един от митологичните варианти Маву и Лиза раждат син на име Дан. Според друг Лиза е син на демиурга Маву, създател на Земята. След оттеглянето си на небето Маву не заживяла спокойно. Виждайки неблагополучията на Земята, породени от неумението на хората да ползват благата ѝ, тя решила да изпрати сина си Лиза да им помогне като му връчила жезъла гугбаса. Лиза разчистил горите, научил хората да добиват метали и храни, да строят жилища, да шият дрехи. Когато се върнал на небето дал обратно жезъла на майка си, а в замяна, като награда за добре свършената работа, получил от нея властта над Слънцето, откъдето следи за развитието на цялата Вселена. В този вариант на мита Лиза се проявява като културен герой.
Култът към Маву-Лиза се появил през XVIII век при царуването на дахомейския владетел Тегбезу и бил поддържан от царския род. В различните райони на Дахомей и през различни периоди бил развит култът към различни богове. Давало се предпочитание на онези от тях, към чиито култ се придържала управляващата династия. В някои периоди това бил култът към Сагбата, богът на Земята, който стигнал своя апогей при управлението на династията Аладахону. Пантеонът на Маву-Лиза по онова време бил незначителен в сравнение с този на останалите богове. Култът към него сериозно се разпространил по време на управлението на цар Тегбезу, тъй като бил поддържан от царското семейство. Според преданието Маву-Лиза бил приет за върховен бог-демиург благодарение на Хванджиле, майка на Тегбезу, съпруга на цар Агаджа и жрица на Маву-Лиза. 